# Loxostege robustalis
Loxostege robustalis là một loài bướm đêm trong họ Crambidae.